# Noyal-Pontivy

Noyal-Pontivy este o comună în departamentul Morbihan, Franța. În 1 ianuarie 2022 avea o populație de 3.605 de locuitori.